# Kulla kapell
Kulla kapell är en kyrkobyggnad mellan Nässjö och Eksjö i Linköpings stift och tillhör Höreda församling.

## Kyrkobyggnaden
Kapellet invigdes 1927 och tillhör Höreda församling. Virket och marken till byggnaden skänktes av byborna och grunden består av granit från berget som ligger i närheten.
Kapellet brändes ner i en anlagd brand den 27 maj år 2000 av satanister, men uppfördes snabbt igen och kunde återinvigas den 13 maj 2001. Färgerna är ljusa och inredningen är tillverkad av lokala konstnärer. 
Kapellet rymmer nittio personer och ett är populärt kapell för vigsel och dop.

## Inventarier
Altartavlan, som är tillverkad av Eva Spångberg, visar Jesus och vid hans fötter kan man se barn, gamla, kvinnor, män och personer av olika nationaliteter. Den gamla predikstolen är restaurerad, likaså dopfunten.

## Orgel
- Tidigare fanns en elorgel med en manual. Den nya orgeln skänktes av Höreda församling.

### Nototer
1. ↑  ”Om kapellet”. Kulla kapell. http://www.kullakapell.nu/?page_id=52. Läst 7 januari 2015.
2. ↑  Peter Björneblad (23 juni 2000). ”Rockbandet brände kyrkor”. Aftonbladet. http://wwwc.aftonbladet.se/nyheter/0006/23/mordbrand.html. Läst 3 augusti 2012.